# Nalles
Nalles (en allemand, Nals) est une commune italienne d'environ 2 000 habitants située dans la province autonome de Bolzano dans la région du Trentin-Haut-Adige dans le nord-est de l'Italie.

## Histoire
Il est fait mention, pour la première fois, de la cave du château Schwanburg en 1286 : c’est la cave privée la plus ancienne du Haut-Adige.

La partie inférieure du clocher de l’église Saint Ulrich a plus de 700 ans. De plus, des ossements ont été découverts sous l'église lors de sa restauration dans les années 1990. Ces indications prouvent que Nalles était déjà peuplée au XIIIe siècle.

## Économie
La base de l'économie pour le village sont le tourisme d'été et l'agriculture (pommes et vin). L'importance de l'artisanat a augmenté ces dernières années grâce à de nouvelles zones artisanales créées par la commune.

## Fêtes, foires
La fête du village, organisée par les associations locales, a lieu tous les deux ans (années impaires), au cours du dernier week-end d'août.

## Administration
| Période                                  | Période  | Identité      | Étiquette | Qualité |
| ---------------------------------------- | -------- | ------------- | --------- | ------- |
| 1990                                     | En cours | Franz Pircher | SVP       |         |
| Les données manquantes sont à compléter. |          |               |           |         |

### Hameaux
Sirmiano

### Communes limitrophes
Les communes limitrophes sont  Andriano, Appiano sulla Strada del Vino, Gargazzone, Senale-San Felice, Terlano et Tesimo.